# Карен Диор
Ка́рен Дио́р (англ. Karen Dior; 14 февраля 1967, штат Миссури, США — 25 августа 2004, Лос-Анджелес, США) — американская актриса, порноактриса, порнорежиссёр, продюсер, певица, мемуаристка, писательница, активистка по борьбе со СПИДом и доктор философии.

## Биография
Джеффри Ганн (англ. Geoffrey Gann; имя Карен Диор при рождении) родился 14 февраля 1967 года в штате Миссури, США.
В 1988 году в 21-летнем возрасте Джеффри переехал в Лос-Анджелес, штат Калифорния, работал в салоне красоты, потом он начал работать дрэг-квин в дрэг-шоу в барах Западного Голливуда, взяв женское имя Карен Диор. В 1989 году он сделал каминг-аут, объявив о своей бисексуальности, и начал сниматься в фильмах для взрослых.

## Карьера
В последние годы своей жизни Карен была активистом по борьбе со СПИДом, занималась музыкальной карьерой, написала автобиографию «Sleeping Under the Stars» (рус. «Спать под звёздами») и стала доктором философии.
Снялась в сериале «Зена — королева воинов», в роли Мисс Артифис в эпизоде 2-11 «Мисс Амфиполис». Карен целуется с Зеной в конце эпизода, который хотели вырезать, но Люси Лоулесс настояла на том, чтобы его оставили, дабы показать, что ВИЧ через поцелуй не передается.

## Смерть
В 1995 году Карен заразилась ВИЧ, после того, как она ушла из порнокарьеры. Она скончалась 9 лет спустя — 25 августа 2004 года в Лос-Анджелесе (штат Калифорния, США) в 37-летнем возрасте от гепатита развившегося на фоне СПИДа.